# Diritti LGBT in Africa
     Matrimonio omosessuale
     Nessun riconoscimento delle coppie dello stesso sesso
     Omosessualità illegale ma pene non applicate, o situazione non chiara
     Omosessualità illegale, punibile con la prigione
     Prigione, ma pena di morte non applicata
     Ergastolo
     Pena di morte

Situazione legislativa nel continente africano:
Matrimonio omosessuale
Nessun riconoscimento delle coppie dello stesso sesso
Omosessualità illegale ma pene non applicate, o situazione non chiara
Omosessualità illegale, punibile con la prigione
Prigione, ma pena di morte non applicata
Ergastolo
Pena di morte

Questa è una lista di leggi in vigore in Africa che concernono l'omosessualità. È organizzata alfabeticamente per regione. L'elenco non deve essere assunto a rappresentare uno standard per misurare un punto di vista della nazione, di per sé. Le nazioni che hanno in vigore leggi restrittive possono, nella pratica, essere meno oppressive: tollerando lo status e/o non applicando le norme. 
Allo stesso modo, un paese che manca di leggi contro il comportamento omosessuale può essere caratterizzate da una cultura apertamente ostile. Nessuna nazione ha mai criminalizzato unicamente il sesso lesbico; bensì si ha la criminalizzazione di tutte le forme di comportamento omosessuale o solo di quella maschile.
L'omosessualità rimane illegale in 32 paesi africani, compresi quelli che proibiscono anche la sodomia eterosessuale

## Tabella per stato
Nella seguente tabella, se non indicata, l'età di consenso per le relazioni omosessuali è la stessa di quella per le relazioni eterosessuali; al contrario, viene indicata se differente.
Le nazioni in grassetto sono quelle nazioni che ancora posseggono leggi contrarie all'omosessualità o che non posseggono leggi contrarie ma che comunemente la condannano, se non specificamente, con altre leggi. In testo normale sono le nazioni che non condannano l'omosessualità o che, per di più, posseggono leggi antidiscriminatorie. 
Nella colonna "Leggi specifiche contro l'omosessualità", è indicato specificamente il precedente fattore; l'asterisco equivale all'eccezione: se posto con il NO, lo stato non condanna l'omosessualità specificamente, ma lo fa per altre vie; se posto con il SI, lo stato condanna l'omosessualità, ma quest'ultima rimane, in vari modi, tollerata.
Nella sezione "Note aggiuntive", pur sembrando una ripetizione dei dati precedenti, sono inserite le relative specificazioni sulle leggi (se noti l'articolo legislativo e la legge stessa, o parte di essa), eventuali note di chiarimento o l'anno di decriminalizzazione/criminalizzazione dell'omosessualità.
| Nazione                                   | Leggi specifiche contro l'omosessualità | Pena                                                                        | Unioni Civili omosessuali | Leggi contro la discriminazione sulla base dell'orientamento sessuale | Adozione | Note aggiuntive |
| ----------------------------------------- | --------------------------------------- | --------------------------------------------------------------------------- | ------------------------- | --------------------------------------------------------------------- | -------- | --- |
| Algeria                                   | Sì                                      | Multa - 3 anni di prigione                                                  | No                        | No                                                                    | No       | L'articolo 338 Codice della famiglia, 19/06/1984, basato sui princìpi islamici condanna chiunque sia colpevole di atto omosessuale.... |
| Angola                                    | No                                      | -                                                                           | No                        | Sì                                                                    | No       | Legale dal febbraio 2021 |
| Benin                                     | No                                      | -                                                                           | No                        | No                                                                    | No       | Decriminalizzazione dell'omosessualità: 2009. |
| Botswana                                  | No                                      | -                                                                           | No                        | No                                                                    | No       | Decriminalizzazione dell'omosessualità: 2019 |
| Burkina Faso                              | Sì                                      | -                                                                           | No                        | No                                                                    | No       | Dal 2024 l'omosessualità è illegale e punibile. |
| Burundi                                   | Sì                                      | 3 mesi-2 anni di prigione - Ammenda da 50000 a 100000 franchi burundi       | No                        | No                                                                    | No       | Precedentemente punita benché priva di leggi discriminatorie, dal 2009 l'omosessualità è illegale secondo il senato. |
| Camerun                                   | Sì                                      | Ammenda - da 6 mesi a 5 anni                                                | No                        | No                                                                    | No       | La sezione 347 del Codice Penale condanna i contatti sessuali con membri dello stesso sesso. |
| Capo Verde                                | No                                      | -                                                                           | No                        | No                                                                    | No       | Decriminalizzazione dell'omosessualità: 2004. |
| Ciad                                      | Sì                                      | dai 10 ai 15 anni di carcere                                                | No                        | No                                                                    | No       | Gli atti omosessuali sono illegali secondo il codice penale del 2017. |
| Comore                                    | Sì                                      | Ammenda da 50000 a 1000000 di franchi - 5 anni di prigione                  | No                        | No                                                                    | No       | Secondo l'articolo 318 il sesso omosessuale è illegale e punibile. |
| Costa d'Avorio                            | No                                      | -                                                                           | No                        | No                                                                    | No       | L'omosessualità è legale dal 1867. |
| Egitto                                    | No*                                     | -                                                                           | No                        | No                                                                    | No       | La legge 10 del 1961 sulla lotta alla prostituzione parla di depravazione, non definendola ulteriormente, ma questa legge può essere usata contro gli omosessuali; l'omosessualità non è ufficialmente menzionata nel codice penale, ma può essere punita come “atto immorale”. A questo proposito fece scalpore il processo collettivo a 52 omosessuali, detto dei Cairo 52. |
| Eritrea                                   | Sì                                      | 3-10 anni di prigione                                                       | No                        | No                                                                    | No       | L'articolo 600 dichiara che chiunque esegua con un'altra persona dello stesso sesso un atto corrispondente all'atto sessuale, o ogni altro atto indecente, è punibile con il semplice imprigionamento. L'articolo 105 stabilisce le pene. |
| eSwatini                                  | Sì (solo maschile)                      | Ammenda di 90 US dollari - Prigione                                         | No                        | No                                                                    | No       | Costituzionalmente viene punita solo l'omosessualità maschile, ma per il lesbismo esistono leggi corollarie di punizione. |
| Etiopia                                   | Sì                                      | 10 giorni - 3 anni di prigione (max 10 anni)                                | No                        | No                                                                    | No       | L'articolo 629 proibisce gli atti omosessuali. L'articolo 630 stabilisce la punizione per tali atti, applicando il massimo della pena agli atti caratterizzati da crudeltà e sadismo, se l'accusato trasmette consapevolmente una malattia sessuale trasmittibile (STD) e se l'accusato commette atti omosessuali con una persona sotto l'età dei 15 anni. Oltre a questi, anche gli articoli 600 e 601 del Codice Penale proibiscono gli atti omosessuali tra uomini e tra donne e ne stabiliscono le pene; la pena è aggravata per chi fa di questi atti una professione. |
| Gabon                                     | No                                      | -                                                                           | No                        | No                                                                    | No       | L'omosessualità è stata legalizzata nel 2020 e l'età di consenso per i partner è la stessa per gli eterosessuali (18 anni). |
| Gambia                                    | Sì                                      | Ammenda - 14 anni di prigione                                               | No                        | No                                                                    | No       | L'articolo 144 stabilisce l'illegalità degli atti omosessuali tra maschi e con animali, stabilendone anche le pene. Dal 2005 è illegale anche l'omosessualità femminile. |
| Ghana                                     | Sì                                      | Situazione non chiara                                                       | No                        | No                                                                    | No       | L'omosessualità è illegale; numerosi articoli del codice penale si riferiscono ai crimini contro la famiglia e la morale e possono essere usati per punire gli atti omosessuali. L'articolo 105, Capitolo 6 del Codice Criminale del 1960 stabilisce che Chiunque sia colpevole di una conoscenza carnale innaturale (a) con una persona priva di consenso, è colpevole di un crimine di primo grado, (b) con una persona consenziente, o con un animale, è colpevole di un'infrazione. |
| Gibuti                                    | Sì                                      | 10-12 anni di prigione                                                      | No                        | No                                                                    | No       | Le leggi riguardo l'omosessualità sono vaghe e possono essere spesso confuse, ma è generalmente saputo che, de facto, l'omosessualità è illegale. Lo stato, oltretutto, tende ad aderire maggiormente alle leggi musulmane anziché quelle costituzionali. |
| Guinea                                    | Sì                                      | Ammenda da 100000 a 1000000 di franchi guineani - 6 mesi-3 anni di prigione | No                        | No                                                                    | No       | L'articolo 325 del Codice Penale stabilisce che ogni atto indecente o atto contro natura commesso con un individuo dello stesso sesso sarà punito con una pena di.... |
| Guinea-Bissau                             | No                                      | -                                                                           | No                        | No                                                                    | No       | L'omosessualità è stata legalizzata nel 2008. |
| Guinea Equatoriale                        | No                                      | -                                                                           | No                        | No                                                                    | No       | L'omosessualità è legale. |
| Kenya                                     | Sì                                      | Ammenda - 5-14 anni di prigione                                             | No                        | No                                                                    | No       | Le sezioni 162 e 165 del Codice Penale criminalizzano il comportamento omosessuale ed il tentativo di comportamento omosessuale, riferito come "conoscenza carnale contro l'ordine della natura" e ne stabiliscono la punizione. L'età di consenso è di 16 anni. |
| Lesotho                                   | No                                      | -                                                                           | No                        | No                                                                    | No       | Vigeva l'articolo 179 del Codice Penale del 1981 che colpiva genericamente i reati sessuali, spesso utilizzato contro gli atti omosessuali maschili. |
| Liberia                                   | Sì                                      | Ammenda                                                                     | No                        | No                                                                    | No       | La sezione 14.74 del Codice Penale (Sodomia Volontaria) afferma che una persona che si accoppia con rapporti sessuali deviati commette una violazione di primo grado. |
| Libia                                     | Sì                                      | Ammenda - 5 anni di prigione                                                | No                        | No                                                                    | No       | Sezione 407 del Codice Penale del 1973 stabilisce che chiunque abbia rapporti [anali] con una persona con il suo consenso sarà punito con il suo partner.... |
| Madagascar                                | No*                                     | -                                                                           | No                        | No                                                                    | No       | Vige l'articolo 179 del Codice Penale del 1981 che colpisce genericamente i reati sessuali, spesso utilizzato contro gli atti omosessuali. |
| Malawi                                    | Sì                                      | Punizioni corporali - 14 anni di prigione                                   | No                        | No                                                                    | No       | La sezione 153 del Codice Penale colpisce i delitti "innaturali". |
| Mali                                      | No                                      | -                                                                           | No                        | No                                                                    | No       | Non esistono leggi contro l'omosessualità. Il comportamento omosessuale non è menzionato come un crimine nel codice penale quindi, teoricamente, l'attività omosessuale è legale. Comunque, in un caso del 1999, due lesbiche furono punite per aver violato la Pubblica Morale. Esiste solo il crimine di Pubblica Indecenza nell'articolo riguardante il Delitto a Sfondo Sessuale. |
| Marocco                                   | Sì*                                     | Ammenda da 120 a 1000 dirham - 6 mesi-3 anni di prigione                    | No                        | No                                                                    | No       | La sezione 489 del Codice Penale del 26/11/1962 prevede che atti libidinosi o innaturali con individui dello stesso sesso sono puniti con.... La legge è comunque poco applicata e l'attività omosessuale è comune. |
| Mauritania                                | Sì                                      | Multa - 3 anni di prigione - Morte                                          | No                        | No                                                                    | No       | L'articolo 60 della Costituzione Mauritana punisce gli atti sessuali tra persone dello stesso sesso con la prigione fino a 3 anni e con una multa. Questa legge viene però comunemente sostituita con l'applicazione della Sharia, che prevede la condanna a morte. |
| Mauritius                                 | No                                      | -                                                                           | No                        | Sì                                                                    | No       | L'omosessualità è stata depenalizzata il 4 ottobre 2023. Precedentemente era in vigore la sezione 250 del Codice Penale: Ogni persona colpevole di sodomia o bestialità dovrà essere punita con il lavoro forzato.... De facto la legge non è mai stata applicata e, anzi, da alcuni anni si svolge liberamente e con cadenza annuale il gay pride nazionale. |
| Mayotte                                   | No                                      | -                                                                           | Matrimonio omosessuale    | Sì                                                                    | Sì       | Mayotte è un dipartimento d'oltremare francese, quindi vigono le leggi francesi. |
| Mozambico                                 | No                                      | Nessuna pena                                                                | No                        | No                                                                    | No       | Omosessualità depenalizzata a partire dal 29 giugno 2015. |
| Namibia                                   | No                                      |                                                                             | No                        | No                                                                    | No       | Omosessualità depenalizzata a partire dal 21 giugno 2024. In precedenza la sodomia o "reato di sesso innaturale" era proibita tra uomini secondo l'articolo 69 (not enforced). |
| Niger                                     | No*                                     | No                                                                          | No                        | No                                                                    | No       | L'omosessualità non è vietata ma è possibile una punizione se si "offende la pubblica morale", secondo gli articoli 275-279 o se s'intraprendono rapporti intimi con minori sotto l'età di consenso, pari a 21 anni (articolo 282). Gli accusati per tali articoli vanno incontro all'imprigionamento da 6 mesi a 3 anni con un'ammenda tra i 10000 ed i 100000 franchi CFA. Tali articoli sono a volte usati contro l'omosessualità. |
| Nigeria                                   | Sì                                      | 100 frustate - 4-14 anni di prigione - Morte per lapidazione                | No                        | No                                                                    | No       | Le aree legalmente governate dalla Sharia stabiliscono la condanna a morte per donne e uomini. Ogni gruppo o associazione di supporto, dialogo, pro-matrimonio, ecc. riguardanti la società LGBT possono andare incontro all'imprigionamento per almeno 4 anni. Costituzionalmente, il capitolo 21, l'articolo 214 e 217 del Codice Penale dichiarano che Ogni persona che abbia congiungimento carnale con altra persona contro l'ordine naturale o permette ad un uomo di avere congiungimento carnale con un uomo o con una donna contro l'ordine naturale è colpevole di un delitto grave e perseguibile di imprigionamento per 14 anni. Secondo la legge della Sharia, che in molte zone della nazione viene applicata, il rapporto anale (liwat) viene punito con 100 frustate per gli uomini non sposati, e con un anno di prigione più la morte per lapidazione per gli uomini sposati. |
| Repubblica Centrafricana                  | No                                      | -                                                                           | No                        | No                                                                    | No       | L'omosessualità è legale (non esistono leggi al riguardo). |
| Repubblica del Congo                      | No                                      | -                                                                           | No                        | No                                                                    | No       | Non esistono leggi specifiche al riguardo. |
| Repubblica Democratica del Congo          | No                                      | No                                                                          | No                        | No                                                                    | No       | Non esistono leggi specifiche al riguardo ma esiste un divieto costituzionale risalente al 2005 il quale proibisce il matrimonio omosessuale |
| Riunione                                  | No                                      | -                                                                           | Matrimonio omosessuale    | Sì                                                                    | Sì       | Riunione è un dipartimento d'oltremare francese, quindi vigono le leggi francesi. |
| Ruanda                                    | No                                      | -                                                                           | No                        | No                                                                    | No       | L'omosessualità è legale (non esiste una legislazione specificatamente contraria). Nel 2007 sono iniziate varie discussioni sull'introduzione di leggi contro l'omosessualità e, paradossalmente, di leggi antridiscriminatorie sul posto di lavoro. La questione è quindi ancora molto aperta. |
| Sant'Elena, Ascensione e Tristan da Cunha | No                                      | -                                                                           | Matrimonio omosessuale    | Sì                                                                    | Sì       | |
| São Tomé e Príncipe                       | No                                      | No                                                                          | No                        | No                                                                    | No       | L'omosessualità è stata legalizzata nel 2011. |
| Senegal                                   | Sì                                      | 1 mese-5 anni di prigione                                                   | No                        | No                                                                    | No       | Articolo 319 del Codice Penale 12/02/1966: Chiunque commetterà un improprio o innaturale atto con una persona dello stesso sesso, sarà punito con.... |
| Seychelles                                | No                                      | -                                                                           | No                        | No                                                                    | No       | L'omosessualità è stata depenalizzata il 19 maggio 2016. Precedentemente era in vigore l'articolo 151 del Codice Penale: Ogni persona che (a) ha una conoscenza carnale con una persona contro l'ordine della natura, o (b) ha una conoscenza carnale con un animale, o (c) permette ad una persona maschile di avere una conoscenza carnale con lui o lei contro l'ordine della natura, è colpevole di reato.... |
| Sierra Leone                              | Sì (solo maschile)                      | Ergastolo                                                                   | No                        | No                                                                    | No       | Gli articoli 61 e 62 del Codice Penale (1861) criminalizzano la sodomia e la bestialità con l'imprigionamento a vita: 61 - Chiunque sia colpevole dell'abominevole crimine di sodomia, commesso sia con esseri umani che animali, dovrà essere...tenuto al servizio penale a vita...; 62 - Chiunque tenti di commettere il suddetto abominevole crimine, o sia colpevole di una qualunque violenza che si intenda a commettere lo stesso, o di una qualsiasi violenza indecente su qualsiasi persona maschile, sarà colpevole di un misfatto e condannato quindi ad essere...tenuto al servizio penale per un qualsiasi termine non superiore ai dieci anni.... Per quanto riguarda la discriminazione, la Commissione Anti-Corruzione stabilì in un comunicato che nel tentativo di ingaggiare un impiegato competente e qualificato si opera una trasparente linea di condotta reclutativa, che vieta anche la discriminazione su base sessuale, unicamente in questo ambito.                                                                                           |
| Somalia                                   | Sì                                      | 3 mesi-3 anni di prigione - Morte                                           | No                        | No                                                                    | No       | Articolo 409 del Codice Penale: Chiunque abbia rapporto carnale con una persona dello stesso sesso deve essere punita, se l'atto non costituisce un crimine più serio, con l'imprigionamento da 3 mesi a 3 anni. Laddove a) l'atto commesso b) è un atto di lussuria differente dal rapporto carnale, la pena imposta dovrà essere ridotta di un terzo. Pur esistendo tale legge, le aree (la maggior parte) sotto la Sharia istituiscono la pena di morte per uomini e donne. |
| Sudafrica                                 | No                                      | -                                                                           | Matrimonio omosessuale    | Sì                                                                    | Sì       | Protezione costituzionale per l'orientamento sessuale dal 1996, primo paese in Africa a legalizzare il matrimonio omosessuale dal 2006. |
| Sudan                                     | Sì                                      | 7 anni di prigione                                                          | No                        | No                                                                    | No       | Pena di morte abolita nel 2020. Non esistono leggi specifiche contro il lesbismo, cui però viene applicata la legge della Sharia. |
| Sudan del Sud                             | Sì                                      | 10 anni di prigione                                                         | No                        | No                                                                    | No       | Viene adottato il comma 1 dell'articolo 148 del codice penale del Sudan. |
| Tanzania                                  | Sì                                      | Ammenda - 25 anni di prigione                                               | No                        | No                                                                    | No       | Gli articoli 154-157 illegalizzano l'omosessualità tra uomini con pena fino a 14 anni di prigione. Nel 2004 venne introdotta una nuova legge che prolunga l'imprigionamento, nei casi più visibili, a 25 anni. L'omosessualità femminile non viene menzionata, ma è comunque punita. |
| Togo                                      | Sì                                      | Ammenda da 100000 a 500000 franchi - 3 anni di prigione                     | No                        | No                                                                    | No       | Articolo 88 del Codice Penale del 13 agosto 1980: Atti insolenti e crimini contro la natura con un individuo dello stesso sesso sono puniti con.... |
| Tunisia                                   | Sì                                      | Ammenda - 3 anni di prigione                                                | No                        | No                                                                    | No       | L'articolo 230 del Codice Penale (1964) punisce la “sodomia” tra adulti consenzienti. |
| Uganda                                    | Sì                                      | Ammenda - Ergastolo                                                         | Proibito                  | No                                                                    | No       | Primo paese al mondo ad aver proibito costituzionalmente il matrimonio omosessuale (2004). La sezione 140 del Codice Penale criminalizza il congiungimento carnale contro l'ordine naturale e condanna fino all'ergastolo. |
| Zambia                                    | Sì                                      | Ammenda - 14 anni di prigione                                               | No                        | No                                                                    | No       | Capitolo 87 del Codice Penale del 1933: 155 - Ogni persona che - (a) ha una conoscenza carnale con una qualsiasi persona contro l'ordine della natura, o (b) ha una conoscenza carnale con un animale, o (c) permette ad un maschio di avere una conoscenza carnale con lui o lei contro l'ordine della natura, è colpevole di un misfatto ed è punibile con l'imprigionamento per 14 anni. 156 - Ogn persona che tenta di commettere una qualsiasi delle offese specificate nella precedente sezione è colpevole di un misfatto ed è punibile con l'imprigionamento per sette anni. 158 - Ogni persona maschile che, in pubblico o in privato, commette un qualsiasi atto di grande indecenza con se stesso, o tenta di procurare ad un'altra persona il tentativo di commettere un qualsiasi atto di grande indecenza con lui, o che tenti di procurare ad un altro maschio il tentativo di commettere tali atti con una qualsiasi altra persona maschile con se stesso, in pubblico o in privato, è colpevole di misfatto e punibile con l'imprigionamento per 5 anni. |
| Zimbabwe                                  | Sì (solo maschile)                      | Ammenda - 1 anno di prigione                                                | No                        | No                                                                    | No       | L'omosessualità è illegale secondo l'articolo 73 del Codice Penale. Dal 1995 si hanno però campagne anti-discriminatorie. |